# 高井利五郎
高井 利五郎（たかい としごろう、1871年 - 1929年）は、日本の教育者。

## 経歴
徳島県板野郡三俣村にて、長尾惣五郎の次男として誕生。東京高等工業学校建築科卒。
旧徳島藩士・高井幸雄の娘・シウ子と結婚し、同家の婿養子となる。明治37年に徳島県立工業学校教諭となったのを皮切りに、明治39年に香川県立工芸学校長、大正3年に広島県立職工学校長、大正13年に台北州立台北工業学校長（第4代）に就任した。昭和4年現職のまま死去（59歳）。
台北工業学校時代の綽名は「トマト」であった。

## 栄典
- 1919年（大正8年）8月11日 - 従五位[1]
- 1924年（大正13年）12月15日 - 正五位[2]。

## 著書
- 『最近踏査鮮満支那の教育と産業』大正12年